# 도미하라촌 (시즈오카현)
도미하라촌(일본어: 富原村)은 일본 시즈오카현의 동부, 후지군에 속해있던 촌이다. 현재의 후지노미야시 남서부, 후지강 연안에 해당한다

## 역사
- 1889년 4월 1일 - 정촌제 시행에 의해 후지군 도미하라촌이 성립하였다.
- 1957년 3월 31일 - 유노촌과 합병해 시바카와정이 성립하여, 동일 도미하라촌은 폐지되었다.

## 교통

### 철도
- 일본국유철도
  - 미노부선

### 도로
- 국도 제141호선 (현 국도 제52호선)

## 참고 문헌
- 角川日本地名大辞典編纂委員会,『角川日本地名大辞典 22 静岡県』, 角川書店, 1978年, ISBN 4040012208